# 홍당
홍당(紅黨)은 중화민국의 정당이다. 2007년 10월 14일에 설립되었다. 전 중화민국 총통인 천수이볜을 반대, 비판하는 정당이기도 하다. 분단국가인 중화인민공화국과의 자유무역, 중화민국 국민들의 자유를 추구한다.